# 2002 en mathématiques
| Années des mathématiques : 1999 - 2000 - 2001 - 2002 - 2003 - 2004 - 2005    |
| Décennies des mathématiques : 1970 - 1980 - 1990 - 2000 - 2010 - 2020 - 2030 |

Cet article présente les faits marquants de l'année 2002 en mathématiques.

## Évènements
- En 2002 et 2003, Grigori Perelman publie la résolution de la conjecture de Poincaré, reconnue officiellement en 2006.